# 小行星2732
小行星2732（2732 Witt）是一颗围绕太阳公转的小行星。1926年3月19日，馬克斯·沃夫在海德堡发现了此天体。
該小行星以德國天文學家卡爾·古斯塔夫·伊特命名。
这颗小行星的绝对星等为274.6309805392472等。